# La Première Sirène
Pour plus de détails, voir Fiche technique et Distribution.
La Première Sirène (Million Dollar Mermaid) est un film américain en Technicolor réalisé par Mervyn LeRoy, sorti en 1952.

## Synopsis
Le film retrace la vie d'Annette Kellermann (1886-1975), pionnière de la natation synchronisée, ici incarnée par Esther Williams.

## Fiche technique
- Titre français : La Première Sirène
- Titre original : Million Dollar Mermaid
- Réalisation : Mervyn LeRoy
- Scénario : Everett Freeman
- Musique : Alexander Courage et Adolph Deutsch
- Chorégraphie : Busby Berkeley et Audrene Brier
- Direction artistique : Cedric Gibbons et Jack Martin Smith
- Costumes : Walter Plunkett et Helen Rose
- Photographie : George J. Folsey
- Montage : John McSweeney Jr.
- Producteur : Arthur Hornblow Jr.
- Société de production : Metro-Goldwyn-Mayer (MGM)
- Pays de production :  États-Unis
- Langue d'origine : anglais américain
- Format : couleur (Technicolor) — 35 mm — 1,33:1 — son : mono (Western Electric Recording)
- Genre : biographie, film musical et drame
- Durée : 115 min
- Dates de sortie :
  - États-Unis 4 décembre 1952 (New York)
  - France : 23 avril 1954
- Affiche : René Péron (France)

## Distribution
- Esther Williams (VF : Nadine Alari) : Annette Kellerman
- Victor Mature (VF : René Arrieu) : James Sullivan
- Walter Pidgeon (VF : Pierre Morin) : Frederick Kellerman
- David Brian (VF : Louis Arbessier) : Alfred Harper
- Donna Corcoran : Annette Kellerman à l'âge de 10 ans
- Jesse White (VF : Jacques Dynam) : Doc Cronnol
- Maria Tallchief : Anna Pavlova
- Howard Freeman (VF : Emile Duard) : Aldrich
- Charles Watts : le policier
- Wilton Graff (VF : Maurice Dorléac) : Garvey, le producteur
- Frank Ferguson (VF : Paul Bonifas) : le procureur de Boston
- James Bell : le juge de Boston
- James Flavin : le conducteur de train
- Willis Bouchey (VF : Jean-Henri Chambois) : le cinéaste

Acteurs non crédités :
- Jimmy Aubrey (VF : Camille Guérini) : le prêteur sur gages
- Skelton Knaggs : un homme applaudissant sur le Tower Bridge
- Louise Lorimer : une infirmière
- Patrick O'Moore : le maître de cérémonie
- George D. Wallace : Bud Williams

## Production
- Esther Williams s'est cassé le cou lors de l'impact quand elle a effectué le fameux grand plongeon en hauteur (35 mètres) de la scène finale du film. Elle a écrit dans ses mémoires qu'au sommet de la plate-forme, elle se sentait déjà désorientée, après sept perforations du tympan - le tribut de ses années de travail sous l'eau. Quand elle a plongé, elle savait que la coiffe de son costume était trop lourde et qu'elle allait au devant de problèmes. Elle a entendu son cou faire un claquement sec au contact de l'eau. Lorsqu'elle a refait surface, elle pouvait bouger les jambes mais le haut de son corps était paralysé, et il a fallu l'aider à sortir de la piscine. Une radiographie a révélé qu'elle avait cassé trois vertèbres cervicales. Esther Williams écrit : « Je n'avais pas pu avoir été plus près d'avoir eu la moelle épinière brisée et de devenir paraplégique, sans pourtant que cela ne soit arrivé. »[1] Elle a porté un plâtre pendant sept mois ; bien qu’elle se soit complètement rétablie, elle a, depuis, toujours souffert de maux de tête[2].

- Million Dollar Mermaid (« la sirène valant un million de dollars ») est non seulement devenu le surnom d'Esther Williams à Hollywood, mais c'est également le titre que l'actrice a choisi pour son autobiographie. Esther Williams a souvent appelé La Première Sirène comme étant son film préféré[3].

- Dans une interview, Esther Williams déclare qu'elle a rencontré et parlé avec Annette Kellerman avant le début du tournage, tout en essayant d'obtenir son approbation pour le choix d'Esther Williams dans le rôle principal. Après l'entretien, Kellerman lui a donné son entière approbation et a déclaré qu'elle était satisfaite du choix du casting, même si elle s'est plainte avec bonhomie que Williams était beaucoup plus jolie qu'elle[4].